# Fuerzas Británicas en Chipre durante la Operación Atila
Las fuerzas británicas en Chipre durante la invasión turca que se inicia el 20 de julio de 1974 son las que abajo se detallan. Las mismas están comprendidas por las residentes en las bases de Akrotiri y Dekelia más las que se sumaron a la zona a partir del Golpe de Estado contra el gobierno de Makarios. Excluyen las fuerzas integrantes del contingente británico en UNFICYP.
Estas fuerzas fueron listadas en la respuesta del Ministerio de Defensa Británico a un requerimiento del Comité para Chipre de la Cámara de los Comunes del año 1975/6 y asentado en el Apéndice 6 del Reporte formulado por la Comisión.

## Bases Soberanas
Bases de Akrotiri y Dekelia.
El comandante de las fuerzas británicas en Chipre era el Mariscal del Aire Sir John Alexander Carlisle Aiken, KCB (22 de diciembre de 1921 – 31 de mayo de 2005).
La ESBA (Dekelia) se encontraba a cargo de era el Brig W.p.w. Robertson.

## Ejército Británico
1. Estacionados en las Bases Soberanas:
Rol de seguridad de las bases.
2.995 hombres
- 1 Batallón de Infantería (Royal Scots). En WSBA.
- 2 Compañías de Infantería del 2nd Bn Coldstream Guards.
- 1 Escuadrón de Exploración Blindado del 16th/5th The Queen's Royal Lancers.
- 1 Batería de artillería (12 Light Air Defense) con presencia transitoria para la realización de ejercicios en la Península de Akamas.

2. Refuerzos luego del golpe de Estado:
5.553 hombres
- 1 Comando de Brigada
- 1 Batallón de Infantería (3.er (Batallón del Royal Regiment of Fusilers).
- 1 Regimiento de Exploración Blindada (Puesto comando, Esc del 16/5 Lancers, Esc del 4th/7th Royal Dragoon Guards y Esc del Royal Horse Guardos/Dragoons).
- 2 Batallones de Infantería de Marina (40 Royal Marine Commando y 41 Royal Marine Commando: retirado a fin de julio).
- 1 Batallón de Infantería (10th Princess Mary's Own Gurkha Rifles: desde agosto).
- Unidades de apoyo

## Fuerza Aérea Británica
1. Estacionados en las bases:
Escuadrón caza interceptor Lightning (English Electric Lightning)
Escuadrón de misiles S-A Bloodhound (Bristol Bloodhound)
2 Escuadrones de defensa antiaérea de baja altura.
2. Refuerzos luego del golpe de Estado:
Escuadrón de Phantom a partir del 25 de julio en Akrotiri.

## Fuerzas Navales en el Mediterráneo (excepto Gibraltar)
- Destructor HMS Devonshire. Parte de Gibraltar el 15 de julio en dirección a Liverno. Redirigido hacia Chipre el día siguiente.
- Fragata HMS Rhyl. Parte de Gibraltar el 15 de julio en dirección a Liverno. Redirigido hacia Chipre el día siguiente.
- Fragata HMS Andrómeda. Parte de Malta hacia las islas el 16 de julio.
- Portaaviones HMS Hermes. Navegando desde Nueva York, previsto su arribo a Malta el 17/18 de julio de 1974 para desembarcar al 41 Royal Marine Comando. Redireccionado hacia Chipre. Participa en la evacuación de refugiados del norte de la isla el 23 de julio.
- Fragata HMS Brighton. Enviado en apoyo del HMS Hermes el 22 de julio desde Gibraltar.
- Buques auxiliares de apoyo reabastecimiento Olna y Gold Rover. A partir del 21 de julio.
- Tres submarinos convencionales en Malta. El HMS Onslaught es enviado hacia Chipre el 19 de julio. El resto parte a Gran Bretaña como estaba planeado.